# Asztalos (foglalkozás)

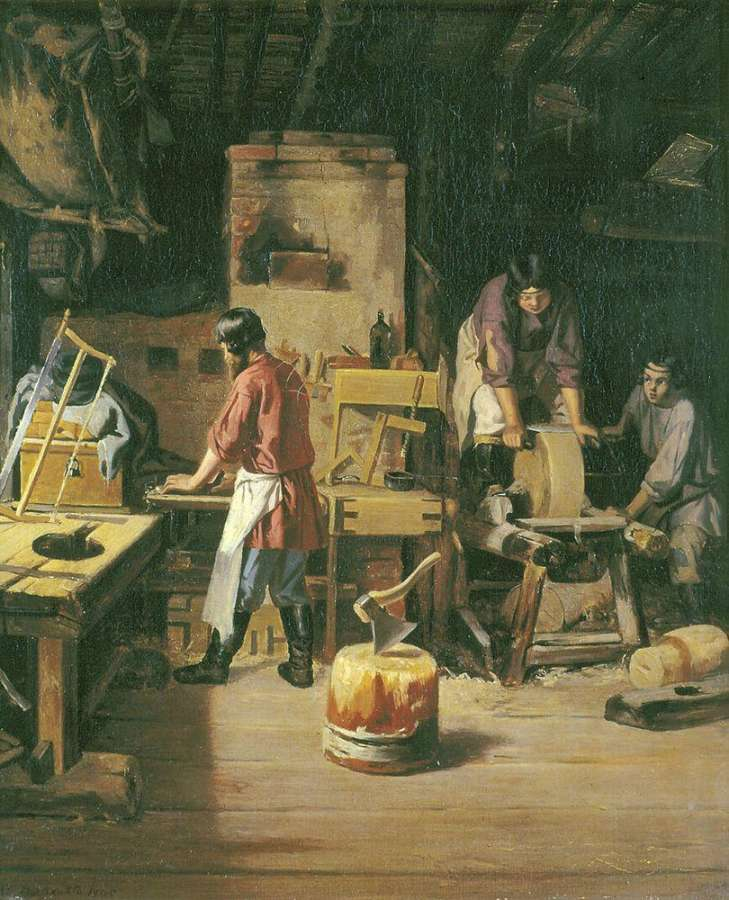
L. Plahov: Az asztalosműhely (1845)

Az asztalos – „faműves”, aki az ács szakmának egyik, a kora középkorban specializálódott ágát műveli. Legismertebb első faragott ácskészítményeknek a több ezer éves ókori kultúrákból, csak művészeti alkotásokon fennmaradt bútortípusokat tekinthetjük: a zsámolyokat, heverőket, kereveteket, a székeket, trónszékeket, ágyakat, stb. Az első szekrényeket, azaz a ruhás ládákat, a polcokat, a terménytároló ládákat, vagy például a létrákat is ácsok faragták és illesztették még össze faszegekkel vagy különféle fakötésekkel, csapolásokkal de ragasztó nélkül. Később ezek a munkák lettek az asztalosok privilégiumai. Az asztalosok már túró vagy enyv alapú természetes ragasztókat is használtak.
A legősibb famegmunkáló munkamódszerek a törés és az egyenes vagy csipkézett élű kőeszközökkel végzett vágás, az égetés (faedényektől a bödöncsónakig), a tenyerek közt sodrással történő fúrás és a repesztés (faszög, faék, faeszköz- vagy zsindelykészítésnél) voltak. A vésés – kalapács nélkül vagy annak segítségével, – majd a fűrészelés és a kapaszerűen kialakított rövid fanyelű, (kő, bronz majd vas) élű eszközökkel történő alakítások a faművességnek ugyan egy későbbi megmunkálási módjaihoz tartoznak, de már a kezdetleges gyalualakok is több ezer évvel időszámításunk előtt ismertek voltak a Földközi-tengeri és a keleti kultúrákban.
Érdekes, hogy ma is érthetőek Comenius 17. századi tankönyvének sorai:
„Az asztalos (szökrényes, szökrönyös) meggyalulja a deszkákat a gyaluval a faragó (gyaluló) széken, megsimétja a simétó gyaluval, megfúrja a furóval, megfaragja (díszíti) a faragókéssel, egybenfoglalja (ereszti) enyvvel és hevederekkel, és (így) csinál táblákat, asztalokat, ládákat, és egyebeket...”
Ehhez az idézethez, és a ma ismert szerszámok kialakulásához meg kell jegyezni, hogy az említett faragószéket vagy más néven szíjószéket, vonószéket a mai gyalupad elődjének tekinthetjük, – a vonókést (szíjókést, kétkézvonót, háncsolót) pedig Erdélyben ma is gyalunak hívják.
Az asztalosság egyik ágát művelő mintaasztalos vagy mintakészítő a fémöntéshez használt öntőmintát, magszekrényt és magot készíti. Az asztalos szakma másik rokona az a faesztergályos mesterség, melynek egyes termékeit mint segédanyagot használja fel (pl. bútorlábak vagy a kiesztergált de hosszában kettéfűrészelt szimmetrikus díszítések) ma egy asztalos, farestaurátor, képkeretező vagy esetleg a kárpitos.
A rúd alakú fát, fanyelet az élettartam és a szilárdság növelésére tűzben is és forró olajokban is lehet edzeni, vagy forró szurokba lehet mártani. A fát mint kész munkát folyékony szú- és gombaölő szerekkel, beeresztéssel és festéssel vagy egyéb módon, pl. aranyozással is díszíthették és védték meg a farontó kártevőktől a festésre vagy az aranyozásra szakosodott mázoló és festő mesteremberek, de a szeletelt majd ráragasztott keményfa lemez, a politúr és a svartni is egyfajta védelmet nyújtott a puhafa bútorokon.
Minden fafajtára jellemző, hogy az élőfa alakban a fa edényeiben, anyagában jelen lévő nedvességet csökkenteni kell, azaz ki kell szárítani. Teljesen kiszárítani nem lehet, mert a faanyag állandóan követni igyekszik a levegő nedvességtartalmát. A szárítás régen évekig tartott, miközben a faanyag belső feszültségei nagyjából kiegyenlítődtek. Napjainkban ha egy faeszköz elvetemedik vagy a körülmények ellenére is bepenészedik, az többnyire a helytelen szárítás következménye.
Az asztalos ma ismert de egyre ritkábban használt kéziszerszámai részben a több ezer éve ismert gyalu, a véső, a kalapács, fűrész és a különböző részfeladatoknak megfelelően kialakított utódaik, a különféle alakú nyeles faragóeszközök, a kézifúrók és furdancsok, a harapófogó és a szegkiemelő félék, a gyalupad a padékekkel és a padszolgával, a balta és utódai: a fejszefélék, valamint a vágási felülettől elhajló élűek a szekerce és a bárdok kezdetleges és mai alakjai, és az íves felületek kialakítására (vájásra) specializálódott egyszeresen ívelt szalu vagy szalukapa, a két síkban ívelt élű teknővájó kapacs vagy kapacska, – valamint a jelölő, mérő, enyvező és szorító eszközök.

## Története
Az ülésre illetve fekvésre szolgáló bútorok kényelmét ősidők óta növényi rostoknak (gyékénynek majd csuhénak) a használt felületen kialakított keretbe történő feszített fonásával oldották meg. Az ilyen ágyak magyar neve a dikó, a svábok pedig még a 20. században is használták fonott székeiket. A késő középkorban vált ki az asztalosságból a kárpitos mesterség.
A bútorasztalosságtól a 19. században különült el az épületasztalos, ők az építőiparban az ácsok (zsaluzó- és szerkezeti ácsok) mellett tevékenykednek. Míg az ácsok az épületszerkezet építésén dolgoznak, zsaluzatot készítenek esetleg betont is öntenek, – addig az épületasztalosok főleg a nyílászárók (ajtók és ablakok) beszerelését végzik. A fémek és műanyagok használatának elterjedésével már egyik szakma sem korlátozódik a fa alapanyagokra, és sajnos a fa dekoratív látványa a tömegesztétikai érzékek csökkenése miatt egyre kevésbé szükséges.
Az asztalos alapszakma ma már jórészt gépesített, és az esetlegesen generációk által használt szerszámaikat a mai mesterek a műhelyeik falán jórészt dekorációs célokra használják.
Többféle asztalos létezik, ilyen például a bútorasztalos, amely specifikusan a bútorok készítésére specializálódott. Ezek közé tartozhat konyhabútorok, fürdőszobabútorok, nappalibútorok, előszobabútorok, néhány professzionálisabb szakember ülőbútorok készítésével, székek, kanapék, fotelek készítésével is foglalkozik. Utóbbi esetekben becsatlakozik egy másik szakma, a bútorkárpitos tevékenység is.